# Regau
Regau es un municipio austríaco cerca de su capital de distrito de Vöcklabruck que queda en Alta Austria en el Hausruckviertel al borde del Salzkammergut. En el pueblo Regau viven 700 habitantes, en todo el municipio hoy más de seis mil. El municipio es miembro de una alianza por la protección de clima.
Distancias a ciudades de importancia:
- Vöcklabruck: 4 km
- Gmunden: 13 km
- Linz: 70 km
- Salzburgo: 72 km
- Viena: 232 km

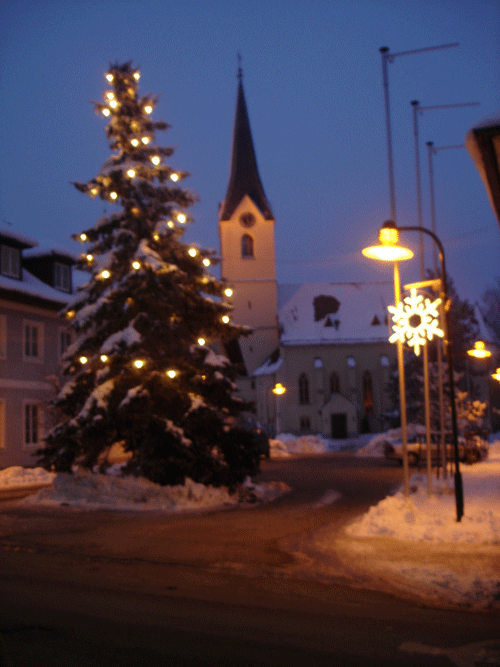
La plaza municipal con la iglesia de Regau.

Cosas dignas de verse son las tres iglesias que hay en el municipio:
- la iglesia gótica de San Pedro en Regau
- la de San Vito en Oberregau (Regau alta)
- la iglesia protestante de Rutzenmoos, la aldea donde se halla el Museo Evangélico de Alta Austria.

## Historia
Regau fue mencionada por primera vez en un documento que fue escrito probablemente en el año 800. Entonces fue un condado pequeño, desde el año 1490 es parte de Alta Austria. Desde el año 1981 existe una bandera municipal cuyos colores son rojo-amarillo-rojo. Hoy el alcalde se llama Peter Harringer, candidato del Partido Popular de Austria ÖVP.
La denominación "Regau" tiene su origen en las palabras Rebengau o también Repagauve que significa tanto como lugar de vides. Así se ve que la historia de Regau probablemente fue vinosa.

## Cifras de habitantes
La cifra más actual se eleva a 5.646 habitantes.
Las localidades más pobladas son: 
1. Schalchham (1.122 habitantes)
2. Regau (706 habitantes)
3. Preising (590 habitantes)
4. Wankham (459 habitantes)
5. Rutzenmoos (429 habitantes)
6. Unterlixlau (290 habitantes)
7. Himmelreich (195 habitantes)
8. Unterkriech (147 habitantes)

En total hay 36 localidades.

## Geografía

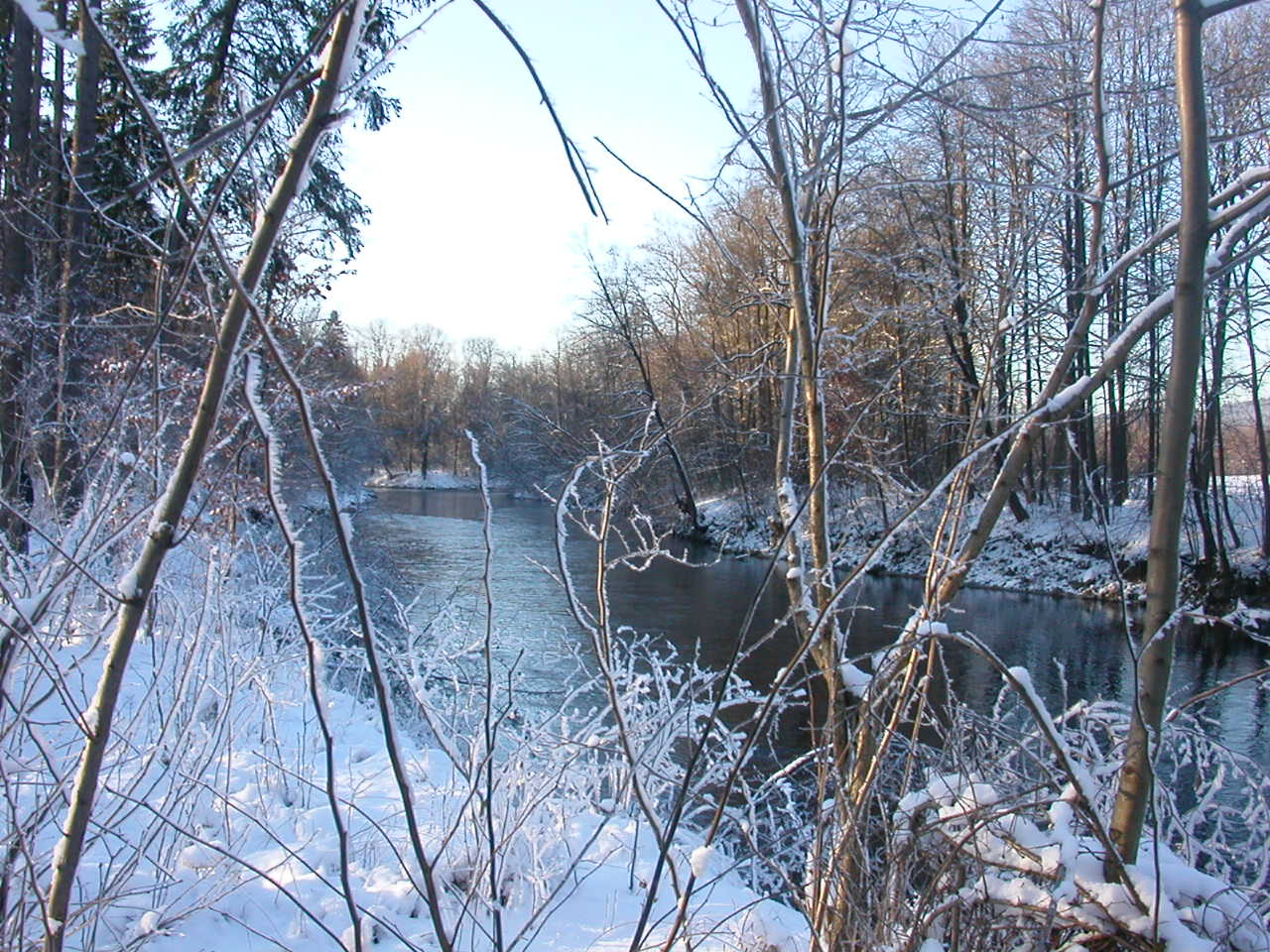
El Río Ager en la Schalchhamer Au

Regau se halla entre las ciudades Vöcklabruck, Attnang-Puchheim y Gmunden, que está en un distrito diferente con mismo nombre.
La superficie del municipio se eleva a 34 kilómetros cuadrados de las que sirve el 53,5% a agricultura. El 33,8% del suelo es poblado con bosques, por ejemplo la reserva biológica Schalchhamer Au, una vega en la que el ajo de oso suele crecer en masas. La densidad de población ascende a 166 habitantes por kilómetro cuadrado.
Las aguas de Regau son:
- El Baggersee, un lago dragado
- El río Ager en el norte
- varias quebradas

## Economía e infraestructura

### Economía
De gran importancia es un establecimiento de aprovechamiento de cadáveres animales porque es la única de Alta Austria. También importante es el acceso a la autopista A1 por la cual bastantes empresas se avecindaron acá. Cada viernes un mercado de mercancías campesinas tiene lugar en Regau.

### Infraestructura
En el pueblecito Wankham en el noreste del municipio hay una estación minúscula con conexión directa a la estación de Attnang-Puchheim, una de las más importantes del país. Además existen varias líneas de autobús que unen Regau o localidades como Schalchham o Rutzenmoos con Vöcklabruck u otras ciudades cercas.
Además hay un par de mesones, varias cafés, un hotel, dos supermercados y otras tiendas.
También se encuentran un cine con ocho salas, dos escuelas primarias, una escuela secundaria, una escuela de música, médicos, bomberos, jardines de infancia, una residencia de ancianos, peluquerías y un gran área deportivo.

## Cultura y asociaciones
En Regau hay bastantes círculos culturales:
- La banda de música de marchas Bürgerkorpskapelle, fundado antes de 190 años
- La guardia tradicional Bürgergarde - casi tan añeja como la banda correspondiente
- Un coro eclesiástico
- Un coro de trombones
- La sociedad deportiva Union Regau
- Una sociedad de mujeres tradicionales Goldhauben (significa tanto como moñones de oro)
- y otros...

## Espectáculos
Regau es el organizador del Campeonato de Europa de bicicleta de montaña de distancia de 24 horas en 2006 (del 16 al 18 de junio).